# Хирано, Такаси
Такаси Хирано (яп. 平野 孝, род. 15 июля 1974, Сидзуока) — японский футболист, полузащитник.

## Карьера
На протяжении своей футбольной карьеры выступал за клубы «Нагоя Грампус Эйт», «Киото Пёрпл Санга», «Джубило Ивата», «Виссел Кобе», «Токио Верди», «Иокогама Ф. Маринос», «Омия Ардия», «Ванкувер Уайткэпс».

## Национальная сборная
С 1997 по 2000 год сыграл за национальную сборную Японии 15 матчей, в которых забил 4 гола.

## Статистика за сборную
| Сборная Японии | Сборная Японии | Сборная Японии |
| Год            | Матчи          | Голы           |
| -------------- | -------------- | -------------- |
| 1997           | 5              | 1              |
| 1998           | 7              | 2              |
| 1999           | 0              | 0              |
| 2000           | 3              | 1              |
| Итого          | 15             | 4              |

## Достижения

### Командные
- Кубок Императора: 1995, 1999, 2004